# John Thomson (fotografo)
John Thomson (Edimburgo, 14 giugno 1837 – 29 settembre 1921) è stato un fotografo, geografo e viaggiatore britannico.
Fu uno dei primi fotografi ad andare nell'Estremo Oriente, documentando i paesaggi e i manufatti delle culture orientali.

## Pubblicazioni
- China Through the Lens of John Thomson 1868 -1872, River Books 2010.
- The antiquities of Cambodia, 1867
- Views on the North River, 1870.
- Foochow and the River Min, 1873.
- Illustrations of China and its people, 1873-1874
- Street life in London, 1878
- Through Cyprus with a camera in the autumn of 1878, 1879
- Through China with a camera, 1898